# سوفیا کوپولا
سوفیا کارمینا کوپولا (به انگلیسی: Sofia Carmina Coppola) (زادهٔ ۱۴ مه ۱۹۷۱) فیلم‌نامه‌نویس، کارگردان، تهیه‌کننده و بازیگر آمریکایی است. او در سال ۲۰۱۰ برای فیلم در یک جایی برنده شیر طلایی جشنواره فیلم ونیز شده‌است. سوفیا دخترعموی نیکلاس کیج و فرزند کارگردان شهیر آمریکایی فرانسیس فورد کوپولا است و در مراسم دریافت جایزه اسکار، از پدرش به خاطر آنچه به وی آموخته قدردانی کرد. او در سه‌گانه پدرخوانده: قسمت سوم ساخته پدرش، نقش مری کورلئونه را بازی کرد.همچنین او در فیلم سی‌کیو بازی کرده است.

## دیگر افتخارات
- کاندیدای بفتای بهترین فیلمنامه برای فیلم گمشده در ترجمه در سال ۲۰۰۳
- کاندیدای بفتای بهترین کارگردانی برای فیلم گمشده در ترجمه در سال ۲۰۰۳

## فیلم‌شناسی

### کارگردان
| سال  | عنوان                  | کارگردان | نویسنده | تهیه‌کننده | یادداشت‌ها                    |
| ---- | ---------------------- | -------- | ------- | --------- | ---------------------------- |
| ۱۹۸۹ | داستان‌های نیویورکی     | نه       | آری     | نه        | مجموعه فیلم کوتاه            |
| ۱۹۹۸ | لیسیدن ستاره           | آری      | آری     | آری       | فیلم کوتاه                   |
| ۱۹۹۹ | خودکشی باکره‌ها         | آری      | آری     | نه        | نخستین کارگردانی             |
| ۲۰۰۳ | گمشده در ترجمه         | آری      | آری     | آری       |                              |
| ۲۰۰۶ | ماری آنتوانت           | آری      | آری     | آری       |                              |
| ۲۰۱۰ | یک جایی                | آری      | آری     | آری       |                              |
| ۲۰۱۳ | حلقه بلینگ             | آری      | آری     | آری       |                              |
| ۲۰۱۵ | یک کریسمس خیلی موری‌وار | آری      | آری     | اجرایی    | تله‌فیلم ویژه تعطیلات نتفلیکس |
| ۲۰۱۷ | فریب‌خورده              | آری      | آری     | آری       |                              |
| ۲۰۲۰ | نوشیدنی با یخ          | آری      | آری     | آری       |                              |
| ۲۰۲۳ | سرزمین پریان           | نه       | نه      | آری       |                              |
| ۲۰۲۳ | پریسیلا                | آری      | آری     | آری       |                              |